# Tidsresan
Tidsresan (danska: Tidsrejsen) är en dansk julkalender som hade premiär den 1 december 2014 i Danmarks Radio. Julkalendern är skriven av Poul Berg, och regisserad av Kaspar Munk. Tidsresan spelades in i Dragør 2013. Serien visades även i SVT 2016 och i Yle 2018.
Julkalendern har skrivits om till en roman av huvudförfattaren Poul Berg, och utkom samma år 2014. Den följer manuset till julkalendern nästan helt och hållet men med vissa tillagda detaljer, t.ex. namnet på Sofie och Dixies dotter i 2044, som heter Liv.

## Handling
Julkalendern handlar om den 13-åriga flickan Sofie. Hennes största önskan är att hennes föräldrar, som skiljdes förra julen, blir tillsammans igen, så de kan fira jul som en familj.
Den 1 december ger Sofies farfar henne en inte helt genomsnittlig kalendergåva – en uppfinning som kallas för gyro, som han behöver hennes hjälp med för att färdigställa, och som vid rätt omständighet kan resa i tiden; en tidsmaskin. Samma dag söker den nya killen i klassen, Dixie upp Sofie. Han verkar ovanligt intresserat av gyron, vet en massa om Sofie, som han omöjligen kan veta, och förföljs dessutom av två hemliga agenter.
En kväll när Sofie vill ta reda på vem Dixie är och vad han vill henne, följer de hemliga agenterna efter henne till skjulet där Dixie håller till, varefter han måste rymma. Sofie följer med honom till 1984, där han berättar för henne att han kommer från framtiden, och att de hemliga agenterna är ute efter honom, eftersom det i framtiden är olagligt att resa i tiden.
1984 ser Sofie till att ändra på sina föräldrars dåtid för att se till att de inte skiljer sig i framtiden. Det får dock allvarliga följder.

## Rollista
| Roll                               | Skådespelare                |
| ---------------------------------- | --------------------------- |
| Sofie Villadsen                    | Bebiane Ivalo Kreutzmann    |
| Dixie                              | Hannibal Harbo Rasmussen    |
| Farfar (Alfred Villadsen)          | Lars Knutzon                |
| Farfar Alfred 1984                 | Paw Henriksen               |
| Camilla (Sofies mamma)             | Patricia Schumann           |
| Camilla som ung                    | Amanda Rostgaard Phillipsen |
| Henrik Villadsen (Sofies pappa)    | Rolf Hansen                 |
| Henrik som ung                     | Arto Louis Eriksen          |
| Björk Villadsen (Sofies lillebror) | Jasper Møller Friis         |
| Farmor (Ruth Villadsen)            | Karen-Lise Mynster          |
| Farmor 1984                        | Signe Skog                  |
| Agent Grå                          | Kurt Ravn                   |
| Agent Röd                          | Sigurd Holmen le Dous       |
| Agent Svart (Sofie i framtiden)    | Stine Stenväg               |
| Silverräven                        | Søren Pilmark               |
| Oliver                             | Lucas Lynggaard Tønnesen    |
| Ragnar                             | Niels-Martin Eriksen        |
| Ragnar 1984                        | William Rudbeck Lindhardt   |
| Sofie och Dixies dotter 2044       | Liv Ingeborg Berg           |
| Anna 1984                          | Fie London                  |
| Anna (Henriks nya flickvän)        | Signe Vaupel                |
| Skolpolis                          | Thomas Kirk                 |
| Guldtand                           | Robert Reinhold             |
| Robin                              | Robin Koch                  |
| Datorröst                          | Sonny Lahey                 |
| Agent Brun                         | Jonas Kriegbaum             |
| Esther (Sofies mormor Måneskin)    | Susanne Storm               |
| Julgransförsäljare                 | Lucas Munk Billing          |
| Klassfröken                        | Gry Guldager Jensen         |
| Emilie (Sofies klasskompis)        | Johanne Bie                 |

## Produktion
Tidsresan är skriven av Poul Berg, regisserad av Kaspar Munk och baserad på en idé utvecklad av Nordisk Film TV via Peter Hansen, Adam Neutzsky-Wulff, Philip LaZebnik och Lars Feilberg. Diverse musik från 80-talet används i serien, som när huvudpersonerna reser tillbaka till 1984 eller Dieters Lieders låt Dig og mig och referenser till diskjockeyn Kim Schumacher.
Serien är huvudsakligen inspelad i Dragør på sju månader. Julkalenderns titelmelodi sjöngs av Caroline Castell.

## Mottagande
Politiken gav Tidsresan 5 av 6 hjärtan, och skriver att serien är spännande och har en god handling. Politiken menar att det är fint att serien ser allvarligt på samtidens kultur med skilsmässor och hur barn hanterar det. I genomsnitt såg 1,02 miljoner Tidsresan, och den hade en tittarandel på 47 %, vilket gjorde den till den mest framgångsrika julkalendern på 11 år.
Tidsresan mottog kritik för dess porträttering av Ragnar, den enda kristna, som en sliskig och nedlåtande typ som vurmar för vetenskapen. Kristendomen ska inte ha tagits på allvar av DR. Detta menade både Pernille Vigsø Bagge från SF och Charlotte Dyremose, kyrkoordförande i Konservativa Folkeparti.

## Utmärkelser
Tidsresan vann priset för "Årets korta TV-serie" vid Robert-priset 2015.

## Avsnit
| Nr | Originaltitel            | Svensk titel            |
| -- | ------------------------ | ----------------------- |
| 1  | Blind Date               | Blinddejt               |
| 2  | Hvem er Dixie?           | Vem är Dixie?           |
| 3  | Kærlighed på formel      | En kärleksformel        |
| 4  | Tiden står stille        | Tiden står stilla       |
| 5  | Fanvæg                   | Sofies vägg             |
| 6  | Da far var dreng         | När pappa var liten     |
| 7  | Sølvræven                | Silverräven             |
| 8  | Jeg hedder Sofie, farfar | Farfar, jag heter Sofie |
| 9  | Måneskin                 | Månsken                 |
| 10 | Sneboldeffekten          | Snöbollseffekten        |
| 11 | Lucia/Nitroglycerin      | Lucia                   |
| 12 | Har vi hund?             | Har vi en hund?         |
| 13 | Askesky                  | Åskmoln                 |
| 14 | På flugt                 | På flykt                |
| 15 | Se dig aldrig tilbage    | Se aldrig tillbaka      |
| 16 | Husarrest                | Husarrest               |
| 17 | Dig & mig                | Du och jag              |
| 18 | Stjernetegn              | Stjärntecken            |
| 19 | Guds anden søn           | Guds andra son          |
| 20 | Ragnarok                 | Ragnarök                |
| 21 | Jeg er ikke din søster   | Jag är inte din syster  |
| 22 | Frit fald                | Fritt fall              |
| 23 | Fanget i fremtiden       | Fångad i framtiden      |
| 24 | En ny tid                | En ny tid               |